# Josef Maleček
Temple de la renommée de l'IIHF : 2003
Josef Maleček est un joueur de hockey sur glace né le 18 juin 1903 à Prague et mort le 26 septembre 1982 à Long Island. En 2003, la Fédération internationale de hockey sur glace l'intronise au temple de la renommée.

## Carrière
Hormis le hockey sur glace, Joseph Maleček a pratiqué plusieurs sports, notamment le tennis mais aussi le football et l'athlétisme.
Son père, Joseph et ses deux oncles sont les fondateurs du Sparta Prague.
Il y a deux frères, Ota et Karel qui est devenu le premier entraîneur du club (1907-1911).
Il a couru le 100 mètres en moins de 11 secondes et a été détenteur du record tchèque du 400 mètres haies à 16 ans.
À 17 ans, il a joué au football en première division avec l'AC Sparta Prague.
En hockey sur gazon, il a joué pour l'équipe nationale jusqu'en 1946 alors qu'il avait 43 ans.
Comme un joueur de tennis, il a été formé par Karel Kozeluh, grand joueur des années 1920. Grâce à lui, il réussit à remporter le championnat tchécoslovaque en double (1930) et en double mixte (1938).
Il a participé à plusieurs tournois à travers le monde, comme Wimbledon et Roland Garros où il a atteint les 1/8 de finale (4e tour) en 1933 et perdu contre Fred Perry. Il a représenté la Tchécoslovaquie lors de la Coupe Davis 1929 à l'occasion d'un match sans enjeu et non terminé contre la Belgique.
Maleček a également pratiqué le vélo et le golf.

### Hockey sur glace
Avec le club du HC Sparta Prague, avec qui il a marqué plus de 1000 buts, il a remporté six titres de champion national et a été sacré deux fois meilleur buteur.
Il a joué en équipe nationale lors de trois olympiades.
En 1931, alors au club du LTC Prague il reçoit une offre des Rangers de New York de la Ligue nationale de hockey.
En 1943, il débute au club de Bratislava où il devient progressivement défenseur.
Après le coup d'État en 1948, il émigre en Suisse.
En 1952, il a joué et entraîné à la fois dans le HC Davos, a également travaillé à Zurich, Hanovre et à Krefeld.
En 1955, il devient rédacteur en chef de Radio Free Europe.
En 1963, il a été nommé président honoraire de l'Union des athlètes tchécoslovaques à l'étranger.
Il meurt d'un arrêt cardiaque après la mort de sa seconde épouse.